# أليساندرا نيغريني
أليساندرا فيدال دي نيغرايروس نيغريني (بالإنجليزية: Alessandra Vidal de Negreiros Negrini) هي ممثلة برازيلية ولدت في يوم 29 أغسطس 1970 في مدينة ساو باولو في البرازيل.

## روابط خارجية
- أليساندرا نيغريني على موقع IMDb (الإنجليزية)
- أليساندرا نيغريني على موقع ألو سيني (الفرنسية)
- أليساندرا نيغريني على موقع أول موفي (الإنجليزية)
- أليساندرا نيغريني على موقع قاعدة بيانات الفيلم (الإنجليزية)
- أليساندرا نيغريني على موقع كينوبويسك (الروسية)